# Клейменов, Александр Михайлович
Александр Михайлович Клейменов (19 ноября 1952 — 2 июля 2010, Ростов-на-Дону) — советский и российский актёр, солист-вокалист Ростовского государственного музыкального театра. Народный артист Российской Федерации (2002).

## Биография
Александр Клейменов родился в 1952 году.
В 1976 году завершил обучение на отделении музыкального театра музыкального училища имени Гнесиных. После учёбы устроился на службу в Ростовский театр музыкальной комедии.
Клейменов имел вокальные данные, владел игрой на гитаре, танцевал, занимался фехтованием и акробатикой. Среди его наиболее значимых ролей: Иван («Сладкая ягода»), Голохвостый («Дамских дел мастер»), Валерьян («Красавец-мужчина»), Фальк («Летучая мышь»), Семка («Бабий бунт»).
Являлся лауреатом Декады Донского театра, лауреатом Всероссийского конкурса артистов оперетты им. А.Ветрова, а также был награжден памятным знаком им. народного артиста СССР П. Г. Лободы.
В 1989 году было присвоено звание «Заслуженный артист РСФСР». В 2002 году Указом Президента Российской Федерации был удостоен звание «Народный артист Российской Федерации». Первый Народный артист в труппе Ростовского музыкального театра. 
Проживал в Ростове-на-Дону. Умер 2 июля 2010 года.

## Награды и звания
- 1989 — Заслуженный артист РСФСР,
- 2002 — Народный артист Российской Федерации (28.10.2002),
- лауреат Всероссийского конкурса артистов оперетты им. А. Ветрова,
- памятный знак им. народного артиста СССР П. Г. Лободы.

## Роли
- Бони («Сильва» И. Кальмана),
- Иван («Сладкая ягода» Е. Птичкина),
- Муж («Красавец-мужчина» И. Левина),
- Рязанов («Юнона» и «Авось» А. Рыбникова),
- Фальк («Летучая мышь» И. Штрауса),
- Ходжа («Ходжа Насреддин» Д. Салихова).